# 1868.
◄ | 18. stoljeće | 19. stoljeće | 20. stoljeće | ►
◄ | 1830-ih | 1840-ih | 1850-ih | 1860-ih | 1870-ih | 1880-ih | 1890-ih | ►
◄◄ | ◄ | 1865. | 1866. | 1867. | 1868. | 1869. | 1870. | 1871. | ► | ►►
Arhitektura • Astronomija • Biologija • Fotografija • Glazba • Kazalište • Kemija • Kiparstvo • Knjige • Književnost • Kršćanstvo • Meteorologija • Medicina • Planinarstvo • Politika • Pravo • Promet • Slikarstvo • Šport • Znanost • Željeznički promet

## Događaji
- Hrvatsko-ugarska nagodba
- Prvi vatikanski koncil

## Rođenja
- 22. ožujka – Robert Andrews Millikan, američki fizičar († 1953.)
- 24. ožujka – Stjepan Miletić, kazališni intendant, redatelj i kritičar († 1908.)
- 26. ožujka – Fuad I., egipatski kralj († 1936.)
- 28. ožujka – Maksim Gorki, ruski književnik († 1936.)
- 1. travnja – Emilij Laszowski, hrvatski povjesničar, arhivist, kulturni i javni djelatnik († 1949.)
- 14. travnja – Peter Behrens, njemački arhitekt († 1940.)
- 21. svibnja – Abdul Medžid II., turski sultan i kalif († 1944.)
- 11. lipnja – Antun Radić, hrvatski političar († 1919.)
- 14. lipnja – Karl Landsteiner, austrijski liječnik, nobelovac († 1943.)
- 12. srpnja – Stefan George, njemački književnik († 1933.)
- 9. prosinca – Fritz Haber, njemački kemičar i nobelovac († 1934.)
- 24. prosinca – Emanuel Lasker, njemački matematičar i filozof, svjetski prvak u šahu († 1941.)

## Smrti
- 3. travnja – Franz Berwald, švedski skladatelj (* 1786.)
- 1. lipnja – James Buchanan, 16. predsjednik SAD-a (* 1791.)
- 18. srpnja – Emanuel Leutze, američki slikar njemačkoga podrijetla (* 1816.)
- 13. studenog – Gioacchino Rossini, talijanski skladatelj (* 1792.)

## Vanjske poveznice
|  | Zajednički poslužitelj ima još gradiva o temi 1868. |